# Jim Ward (Footballtrainer)
Jim Ward (geb. 1957 in Canyon, Texas, Vereinigte Staaten) ist ein American-Football-Trainer. In der Saison 2024 ist er Head Coach der Milano Seamen in der European League of Football.

## Karriere
Jim Ward spielte Strong Safety und Linebacker.
Ward war High School Football Coach in Texas. Er hatte außerdem Trainerstellen an der University of Mary Hardin Baylor (NCAA Division III) and am Carson Newman College (NCAA Division II).
Seit 2011 ist Ward in Europa aktiv, beginnend mit einer Tätigkeit als Head Coach und Defensive Coordinator (DC) der Seinäjoki Crocodiles. Mit dem Team zog er in der ersten Saison in das Finale der finnischen Meisterschaft, den Maple Bowl, ein. In der Folgesaison erreichte er mit dem Crocodiles das Halbfinale. Mit dem schwedischen Team Örebro Black Knights gewann er 2013 die schwedische Superserien. Von 2014 bis 2016 war er Head Coach der Prague Black Panthers. Mit diesen wurde er drei Mal tschechischer Meister und nahm an der Austrian Football League teil. Anschließend wechselte er zu den Carinthian Lions aus Klagenfurt, die er zwei Jahre als Head Coach in der AFL Division 1 betreute. 2019 gewann er als Head Coach der Fehérvár Enthroners die ungarische Meisterschaft. Nachdem 2022 ein geplantes Engagement bei den Lübeck Cougars nicht zustande gekommen war, wurde er DC der New Yorker Lions in der German Football League.
Zur Saison 2023 wurde er DC der neu gegründeten Schweizer Franchise Helvetic Guards in der European League of Football. Für die Saison 2024 wurde er vom Ligakonkurrenten Milano Seamen als Head Coach und DC verpflichtet.